# Molva dypterygia
La maruca azul (Molva dypterygia) es una especie de pez, miembro de la familia del bacalao del Atlántico Norte. Suele tener entre 70 y 110 cm de largo, pero la longitud máxima es 155 cm. La maruca azul se alimenta de peces (peces planos, gobios, barbadas), crustáceos y otros invertebrados bentónicos. El pez alcanza la madurez sexual entre los 6 y los 12 años.